# Isolo (gioco)
L'isolo o isumbi è un gioco della famiglia dei mancala, diffuso presso il popolo Sukuma della Tanzania settentrionale. Esiste in tre varianti, rispettivamente praticate dalle donne, dai ragazzi e dagli uomini; la versione per gli uomini è la più complessa e prestigiosa, e viene anche chiamata "il gioco reale dei Sukuma".

## Tavoliere e pezzi
Il tavoliere (chiamato isolo, plurale masolo), come quello del bao, comprende 4 file da 8 buche. I pezzi (chiamati busolo) sono 64, generalmente semi di Caesalpinia bonduc. Alcuni tavolieri comprendono due buche di dimensioni maggiori, e posizionate in disparte (chiamate twe kwa magado) utilizzate per contare i punti deponendovi alcuni pezzi speciali (kitée).

## Regole

### Isolo per le donne
Inizialmente, i pezzi vengono deposti 2 per buca. Ogni giocatore controlla le due file di buche più vicine a sé.
Al proprio turno, il giocatore preleva tutti i pezzi da una buca che contenga almeno due pezzi (liha), e li semina in senso antiorario. La semina termina in una cattura se l'ultimo pezzo cade in una buca della fila interna, non vuota, e almeno una delle buche avversarie antistanti (interna o esterna) contiene pezzi. In tal caso, i pezzi avversari nelle buche antistanti vengono catturati e vengono seminati a partire dalla stessa buca da cui era partita la mossa che ha condotto alla cattura.
Se l'ultimo pezzo di una semina cade in una buca vuota, il turno finisce (la fine del turno viene detta kucha, "morire"). Se l'ultimo pezzo cade in una buca che contiene semi, ma non ci sono le condizioni per una cattura, i pezzi presenti nella buca vengono prelevati e la semina continua a staffetta. Una semina che non si conclude in cattura viene detta kutagata.
Perde il giocatore che per primo non è in condizioni di muovere perché non ha più pezzi o ha solo buche contenenti un singolo pezzo (ngosha).

### Isolo per i ragazzi
La variante per i ragazzi utilizza le stesse regole di quella per le donne; variano la disposizione iniziale dei pezzi e alcune regole extra che si applicano nella prima fase del gioco.
La disposizione iniziale dei pezzi è la seguente:
```
17 2 0 2 0 2 0 2
 0 1 2 0 2 0 2 0
 0 2 0 2 0 2 1 0
 2 0 2 0 2 0 2 17
```

Ognuno dei due giocatori è inizialmente in "fase di apertura". In questa fase, il giocatore semina i propri pezzi facendo uso solo delle quattordici buche più a sinistra; anche le semine vengono eseguite limitatamente (come se il tavoliere avesse 7 colonne anziché 8). Inoltre, i contenuti delle sue due buche più a destra (le due inutilizzate) non possono essere catturate dall'avversario.
La fase di apertura del giocatore si conclude quando il giocatore preleva per la prima volta dalla buca contenente 17 pezzi, detta ng'hana. Si noti che i due giocatori possono rimanere in fase di apertura per un numero di turni diverso.